# İyi Günde Kötü Günde
İyi Günde Kötü Günde (w smutku i w radości) – turecki serial z gatunku komedii romantycznej, w którym w głównych rolach występują Elçin Sangu, Mehmet Ozan Dolunay i Yasemin Allen. Miał swoją premierę 12 września 2020 na tureckim kanale telewizyjnym Star TV.

## Fabuła
Leyla musi zorganizować ślub mężczyzny, przez którego została porzucona przy weselnym stole, a Sarp nadal ukrywa powód swojego odejścia od Leyli. Natomiast teraz mężczyzna jest w związku z Melisą, która marzy o małżeństwie.

## Obsada
- Elçin Sangu – Leyla
- Mehmet Ozan Dolunay – Sarp
- Yasemin Allen – Melisa
- Şenay Gürler – Aslıhan
- Derya Alabora – Meral
- Nergis Kumbasar – Perihan
- Hakan Salınmış – Halil
- Sinan Albayrak – Bülent
- Ali Yağcı – Arda
- Deniz Işın – Seda
- Tugay Erdoğan – Can
- Hande Yılmaz – Yasemin